# Ortalis poliocephala
La ciacialaca occidentale (Ortalis poliocephala (Wagler, 1830)) è un uccello galliforme della famiglia dei Cracidi, endemico del Messico.